# Crisis Core: Final Fantasy VII
Crisis Core: Final Fantasy VII (яп. クライシス コア -ファイナルファンタジーVII Кураисису коа: Файнару фантадзи: Сэбун) — компьютерная игра в жанре ролевого экшна, разработанная и выпущенная компанией Square Enix в 2007 году для консоли PlayStation Portable. Является приквелом к японской ролевой игре Final Fantasy VII и частью медиафраншизы «Компиляции Final Fantasy VII», ответвления франшизы Final Fantasy. Молодой член военизированной организации «СОЛДАТ» Зак Фэйр вступает в конфронтацию с «СОЛДАТом»-дезертиром Генезисом Рапсодосом. По мере развития сюжета, Зак узнаёт о происхождении Генезиса, также известного как проект «Г», а также о его связи с двумя другими «СОЛДАТами»-ветеранами — Сефиротом и Энджилом Хьюли. Сюжетная кампания игры охватывает семь лет, освещает военный конфликт между энергетической мегакорпорацией «Син-Ра» и народом Вутай и инцидент в Нибельхейме и завершается незадолго до начала событий FFVII.
Разработкой игры руководил Хадзимэ Табата, а Тэцуя Номура курировал проект в качестве креативного продюсера и дизайнера персонажей. Изначально сотрудники Square Enix хотели портировать на PlayStation Portable мобильную игру Before Crisis: Final Fantasy VII, но затем решили создать отдельный проект. В основе сюжета Crisis Core лежат наработки сценария Кадзусигэ Нодзимы для FFVII. По всему миру было продано свыше двух миллионов копий игры. Журналисты хвалили её сюжет, но критиковали боевую систему. 13 декабря 2022 года состоялся выход ремастера Crisis Core: Final Fantasy VII Reunion (яп. クライシス コア -ファイナルファンタジーVII- リユニオン Кураисису коа: Файнару фантадзи: Сэбун — Риюнион).

## Игровой процесс
Crisis Core — ролевая игра, в которой игрок управляет Заком Фейром, перемещая его по открытым интерактивным локациям: протагонист может взаимодействовать с неигровыми персонажами и окружающей средой, а также сражаться с монстрами. В точках сохранения у игрока появляется возможность выбрать одну из доступных побочных миссий: в этот момент Зак перемещается на обособленный уровень. Чтобы завершить миссию, он должен победить одного или нескольких противников. В награду игрок получает полезные предметы и доступ к новым миссиям. Независимо от того, выполняет игрок побочное задание или нет, Зак возвращается к точке сохранения в основном сюжете. В североамериканском и европейском изданиях Crisis Core также есть дополнительный режим сложности, в котором увеличиваются очки здоровья врагов и наносимый ими урон. После завершения игры игрок открывает режим «Новая игра +», позволяющий ему перепройти сюжетную кампанию. 

Скриншот игрового процесса

В Crisis Core сражения разворачиваются в реальном времени: игрок перемещает Зака по карте, использует простые, специальные и магические атаки, бонусные предметы, блокирует вражеский урон или выполняет уклонение. Способности Зака зависят от разновидности выбранной «материи». В снаряжении протагониста есть шесть свободных ячеек для различных материй, которые наделяют его специальными и магическими атаками или пассивными бонусами, такими как увеличение физических характеристик и прозрачность статистики противника в бою. По мере прохождения сюжетной кампании игрок находит материю во время исследования локаций, получает её в награду за выполнение побочных миссий или в качестве трофеев в битвах и приобретает в магазинах. В игре есть функция сплава материи, с помощью которой игрок может создать новый вид материи или усилить существующий: например, объединение атакующей материи с магической приводит к образованию материи навыков, которая наносит магический урон в дополнение к физическому. В сплав также можно поместить бонусные предметы с целью усиления материи.
Во время сражений автоматически активируется работающая по принципу слот-машины механика. Digital Mind Wave (DMW) состоит из двух вращающихся слотов из трёх колёс: первый слот содержит цифры от 1 до 7, а второй — портреты персонажей, с которыми Зак взаимодействовал по мере прохождения. Заку необходимо набрать не менее 10 очков, которые игрок получает за победу над врагами. Когда изображения всех трёх портретов совпадают, Зак выполняет «Прорыв предела»: он либо наносит сильные повреждения противнику, либо получает иной положительный эффект. Если на числовых ячейках выпадают две и более одинаковые цифры, активируется материя. Если на барабане возникает число 777, уровень Зака повышается, а вместе с ним Очки здоровья, магии и солдата. Если совпадают только цифры, персонаж на время становится бессмертным или получает неограниченный запас магии. После сбора определённых предметов портреты персонажей на DMW могут измениться на изображения призывных монстров с более разрушительными «Прорывами предела».

## Сюжет

### Персонажи

Персонажи Crisis Core

События Crisis Core начинаются за семь лет до начала сюжета Final Fantasy VII. В истории появляются многие персонажи из оригинальной игры и других связанных с ней проектов. Большинство главных героев либо принадлежит к военизированному подразделению компании «Син-Ра» «СОЛДАТ», либо элитным оперативникам Туркам. Главным героем игры является молодой добродушный «СОЛДАТ» Зак Фэйр. Его опекает друг и наставник «СОЛДАТ» первого класса Энджил Хьюли, который, в свою очередь дружит с другими «СОЛДАТами»-ветеранами — легендарным героем Сефиротом и Генезисом Рапсодосом; последний в конечном итоге становится главным антагонистом игры. «СОЛДАТы» подчиняются директору Лазарду, незаконнорожденному сыну президента Синра. На миссиях Зак взаимодействует с Турками, в частности с их лидером Цзэном и одной из оперативников Циссни. По мере развития сюжета Зак знакомится и строит отношения с цветочницей Айрис Гейнсборо, которая часто проводит время в разрушенной церкви в трущобах мегаполиса Мидгара. Также Зак заводит дружбу с Клаудом Страйфом, пехотинцем «Син-Ра».

### История
Члены военизированного подразделения «СОЛДАТ» Зак Фэйр и его суровый, но отзывчивый наставник Энджил Хьюли отправляются в Вутай для участия в военной кампанию мегакорпорации «Син-Ра». По прибытии Энджил исчезает, после чего Зак получает от директора Лазарда приказ найти его и другого пропавшего «СОЛДАТа», Генезиса Рапсодоса. От сопровождающего его Турка по имени Цзэн Зак узнаёт, что Генезис и Энджил предали «Син-Ра», поэтому руководство поручает Заку и легендарному «СОЛДАТу» Сефироту убить их обоих. С помощью учёного доктора Холландера, который стремится отомстить «Син-Ра», Генезис создаёт армию клонов и совершает налёт на штаб-квартиру компании. После поражения сил Генезиса, Зак и Сефирот обнаруживают секретную лабораторию Холландера. Они узнают, что учёный использовал Генезиса и Энджила в рамках проекта «Г», цель которого заключалась в создании суперсолдат, оснащённых клетками внеземной формы жизни Дженовы. Пока Сефирот противостоит Генезису, Зак бросается в погоню за Холландером. Энджил не позволяет Заку убить учёного, так как надеется, что тот поможет ему вернуться в нормальное состояние. Во время развернувшегося сражения Зак попадает в трущобы Мидгара.
Придя в себя, Фэйр замечает молодую девушку по имени Айрис, которая помогает ему восстановиться. После совместного времяпровождения с ней, молодой человек возвращается в штаб-квартиру «СОЛДАТ», подвергшуюся нападению со стороны Генезиса. Зак вновь сталкивается с Энджилом, который выражает сомнение в правильности их с Генезисом действий. Во время обороны штаб-квартиры Энджил даёт отпор Генезису, а затем оба исчезают. Впоследствии Зак отправляется в Модеохейм, где в последний раз был замечен Генезис. По пути Фэйр знакомится с пехотинцем «Син-Ра» Клаудом Страйфом, и молодые люди быстро становятся друзьями. Зак находит Генезиса неподалёку от Модеохейма и побеждает его в бою; тот, по всей видимости, совершает самоубийство, спрыгнув в глубины реактора. Молодой «СОЛДАТ» отправляется в Модеохейм, где находит Энджила и Холландера. Устав от сражений и постепенной деградации своего тела, Энджил сливается с собственными клонами, по форме напоминающими собак. Он мутирует в монстра, из-за чего Заку приходится убить его. Перед смертью Энджил отдаёт Заку свой «меч Бастера» и велит ему защищать свою честь.
В то время как «Син-Ра» продолжает поиски Холландера, Генезис выходит из тени и создаёт новых клонов. Некоторые из них проникают в Мидгар, поэтому Зак бросается к Айрис. На защиту девушки он оставляет лояльного клона Энджила, а сам вместе с Сефиротом и Клаудом отправляется осмотреть неисправный мако-реактор возле поселения Нибельхейм. Столкнувшись с Генезисом у реактора, Сефирот узнаёт, что также является экспериментом, которому незадолго до появления на свет были имплантированы клетки Дженовы. Генезис объясняет, что его тело деградирует, но стабильные клетки Сефирота помогут остановить этот процесс. Тем не менее, Сефирот отказывает ему в просьбе. Решив разобраться со своим прошлым, Сефирот запирается в расположенном поблизости поместье «Син-Ра». Неделю спустя он сжигает поселение и направляется к мако-реактору, чтобы забрать тело Дженовы, ошибочно полагая, что та является его матерью. Когда Заку не удаётся остановить Сефирота, Клауд находит в себе силы сбросить предателя в расположенный под реактором «Поток жизни». Придя в себя, Зак узнаёт, что «Син-Ра» скрыла обстоятельства инцидента в Нибельхейме; в то же время он и Клауд стали подопытными экспериментов профессора Ходзё над клетоками Дженовы и воздействием энергии мако. Зак сбегает и забирает с собой находящегося в полусознательном состоянии Клауда. С этого момента они становятся первостепенной целью «Син-Ра». Скрываясь, Зак узнаёт, что Генезис и Холландер по-прежнему пытаются стабилизировать мутацию Генезиса, на этот раз при помощи клеток Клауда, единственного носителя генов Сефирота.
Холландер пытается добраться до Клауда, но Зак убивает учёного. Затем Зак находит директора Лазарда, который мутировал в гуманоидного клона Энджила и восстал против «Син-Ра». Лазард направляет Зака к развалинам Баноры, где тот обнаруживает логово Генезиса и побеждает его. По возвращении он находит мёртвого Лазарда. Вскоре появляется клон Энджила, которому Зак поручил защищать Айрис, но и его убивают приспешники «Син-Ра». Зак обнаруживает записку от Айрис, и узнаёт, что в течение четырёх лет Ходзё ставил эксперименты над ним и Кладом. В то время как последний начинает медленно умирать от отравления мако, Турки выходят на след молодых людей. Зак убеждает их дать им возможность скрыться, после чего направляется вместе с Клаудом в сторону Мидгара. Тело Генезиса забирают два «СОЛДАТа» — Тёмный Неро и Бесцветный Вайс из Дипграунда.
Войска «Син-Ра» настигают Зака и Клауда неподалёку от Мидгара. Цзэн и Турки пытаются спасти Фэйра вопреки воли корпорации, но не успевают. Перенеся полусознательного Клауда в безопасное место, Зак вступает в неравный бой против большого количества пехотинцев «Син-Ра», в ходе которого получает смертельное ранение. На последнем издыхании Зак отдаёт Клауду «меч Бастера», как когда-то это сделал Энджил, после чего тот выдвигается в сторону Мидгара. Зак встречает Энджила в «Потоке жизни» и задаётся вопросом, удалось ли ему стать героем. Эпилог воссоздаёт начальный ролик Final Fantasy VII, когда передвигающийся на поезде Клауд называет себя «СОЛДАТом» первого класса.

## Разработка и выпуск
Когда Square Enix назначила Хадзимэ Табату руководителем разработки предстоящей игры из серии Final Fantasy для PlayStation Portable, тот изложил Тэцуе Номуре и Ёсинори Китасэ своё видение этого проекта и предложил сделать его частью «Компиляции Final Fantasy VII». По мнению Табаты, создание игры в рамках популярной медиафраншизы должно было мотивировать команду подойти к работе со всей ответственностью. Изначально разработчики планировали создать порт Before Crisis для PlayStation Portable, так как игра выходила исключительно на мобильных телефонах, однако затем они решили создать отдельный проект, а в качестве протагониста выбрали эпизодического персонажа Final Fantasy VII Зака Фэйра.
Китасэ хотел, чтобы игра превзошла ожидания фанатов, поэтому позаботился о том, чтобы она была не просто «данью уважения» Final Fantasy VII, а имела прочную связь с другими проектами «Компиляции». По словам Табаты, он и другие разработчики уделили большое внимание разработке Crisis Core, так как не хотели расстроить фанатов оригинальной игры. Ранее создатели OVA Last Order переосмыслили инцидент в Нибельхейме, который является одним из ключевых событий FFVII, что вызвало негативную реакцию у фанатов игры, поэтому разработчики Crisis Core приняли решение воссоздать его должным образом. Представители Square Enix понимали, что в игре будут освещены ранние годы известных персонажей, поэтому могли привнести что-то новое в их образы.
Одна из главных причин, по которой разработчики выбрали протагонистом Зака, заключалась в том, что его судьба уже была предопределена. По словам Китасэ, история Зака создавалась в течение 10 лет, так как, несмотря на второстепенную роль персонажа в FFFVII, Номура придумал для него уникальный дизайн, а Кадзусигэ Нодзима набросал предысторию. Изначально команда планировала уделить больше времени путешествию Зака и Клауда в Мидгар, чтобы лучше раскрыть их дружбу, однако эти сцены были вырезаны из-за технических ограничений UMD, и поэтому разработчики сосредоточились на раскрытии Зака как воина. Продюсеру Хидэки Имаидзуми понравился таинственный персонаж Генезис из секретной концовки Dirge of Cerberus, поэтому он решил расширить его роль в Crisis Core и предложил актёру озвучивания персонажа Гакту принять участие в проекте. Также разработчики стремились раскрыть человеческую сторону Сефирота. Голубое небо из логотипа игры олицетворяет Зака, белое перо — Энджила, а вода — Айрис.
Изначально Crisis Core задумывалась как экшен-игра, однако её разработчики, которые имели больший опыт в создании RPG, решили изменить жанр и создать боевую систему по образцу стандартных ролевых игр. Тем не менее, они добавили в сражения больше экшен-элементов, в результате чего игра стала больше похожа на ролевой экшен, чем на классическую ролевую игру. Команда разработала систему материи таким образом, чтобы игроки могли выбирать между «улучшениями ролевой-составляющей» и «улучшениями экшен-составляющей», ради достижения игрового баланса. Кроме того, при помощи механики Digital Mind Wave разработчики хотели привнести в игровой процесс элемент удачи и разнообразить сражения; при создании этой механики Номура и Китасэ вдохновлялись принципом работы игровых автоматов патинко.
Square Enix анонсировала Crisis Core в 2004 году на выставке Electronic Entertainment Expo, до выхода PlayStation Portable. Первый трейлер игры состоял из фрагментов Last Order. В интервью журналу Famitsu Номура отметил, что уже к концу 2006 года должна будет появиться первая играбельная демоверсия, однако умолчал, будет ли она доступна для владельцев PSP. В мае 2005 года Номура разработал концепт-арт для игры. Игровой процесс дизайнер охарактеризовал как «интересный» и «ранее невиданный». В мае 2007 года Номура и Табата подтвердили, что разработка игры завершена на 90 %, а на полное прохождение сюжетного режима и всех побочных миссий потребуется около 100 часов. Демоверсия игры была представлена на игровой выставке Jump Festa’06.

### Музыка
Саундтрек игры, написанный композитором Такэхарой Исимото, был выпущен на двух дисках 10 октября 2007 года и содержал 55 композиций, часть из которых записывалась при участии симфонического оркестра под руководством Кадзухико Тоямы. Трек-лист содержал ремиксы на композиции из оригинальной игры, написанные композитором Нобуо Уэмацу, и композиции из Last Order, созданные самим Исимото. Певица Аяка исполнила трек «Why», который играл в эпилоге Crisis Core. По признанию певицы, она была очарована игровым сюжетом и «хотела поделиться песней и судьбой Зака с большим количеством людей». В Японии сингл «Why» вышел 5 сентября того же года.

### Выпуск
К японскому релизу, состоявшемуся 13 сентября, помимо обычных копий Crisis Core Square Enix выпустила ограниченным тиражом специальные наборы, в которых к игре прилагался дизайнерский вариант консоли PSP Slim and Lite — на её обратной стороне была помещена эмблема, посвящённая десятилетию седьмой части Final Fantasy. Эмблему разработал сам Номура, а тираж таких наборов составил символичные 77 777 штук.
В США Crisis Core вышел 25 марта 2008 года. При предварительном заказе у некоторых розничных продавцов, таких как GameStop, покупатель мог получить корпус «Shinra UMD», в зависимости от срока поставки; при предварительном заказе в Best Buy покупатель приобретал Crisis Core с обложкой из металлической фольги. В Европе игра продавалась в двух изданиях — стандартном и ограниченном, приобрести которое можно было только через онлайн и по предварительному заказу. Ограниченное издание продавалось в слипкейсе и включало в себя книгу с иллюстрациями к игре под названием The Art of Crisis Core: Final Fantasy VII. 20 июня 2007 года в Европе вышел ограниченный тираж игры в комплекте с серебряной PSP с гравировкой Crisis Core. 18 октября 2007 года под брендом Square Enix, как и в случае с несколькими другими играми компании, вышел путеводитель Ultimania по Crisis Core.
После релиза Crisis Core Китасэ восхитился качеством внутриигровых роликов до такой степени, что принял её за игру для PlayStation 2. Продюсеру понравился финал истории Зака, который он назвал очень трогательным. Сюжет Crisis Core пересказывается в мобильной игре Ever Crisis.

## Восприятие

### Отзывы критиков
| Сводный рейтинг    | Сводный рейтинг |
| Агрегатор          | Оценка          |
| ------------------ | --------------- |
| GameRankings       | 81,81 %         |
| Metacritic         | 83/100          |
| Иноязычные издания |                 |
| Издание            | Оценка          |
| 1UP.com            | B+              |
| CVG                | 9/10            |
| Eurogamer          | 7/10            |
| Famitsu            | 35/40           |
| GamePro            | [ 38 ]          |
| GameSpot           | 9/10            |
| GameSpy            | [ 39 ]          |
| GamesRadar+        | 9/10            |
| GameTrailers       | 8,4/10          |
| IGN                | 8,5/10          |
| PALGN              | 8,5/10          |
| VideoGamer         | 9/10            |
| X-Play             | [ 44 ]          |

Согласно показателям агрегатора рецензий Metacritic, Crisis Core получила преимущественно положительные отзывы. GameSpot наградил её лейблом «Выбор редакции», высоко оценив сюжетную линию, боевую систему и графику. VideoGamer.com также похвалил боевую систему, назвав её «захватывающей». Аналогичным образом высказался GamePro, описав Crisis Core как «самую красивую игру для PSP», которая хорошо показывает себя не только, как часть «Компиляции», но и как самостоятельная игра.
Другие критики по большей части хвалили боевую систему, однако разделились во мнении касательно системы DMW. Эй Джей Глассер из GamesRadar посоветовал игрокам выбрать сложный режим, для прохождения которого необходимо приложить усилия, в то время как PALGN счёл его самым слабым элементом игры. Между тем обозревателю Eurogamer Саймону Парку не понравился тот факт, что победа в сражениях часто зависела от удачи, а не мастерства игрока. С другой стороны, рецензент CvG заявил, что боевая система Crisis Core «никогда не надоест». X-Play раскритиковал кат-сцены, которые нельзя было пропустить, и назвал диалоги «плохими», а игровой процесс — «однообразным»; в День смеха, в ответ на критику обзора со стороны пользователей, редакция «решила вернуться к игре и оценить её непредвзято», после чего она саркастически дублировала первоначальный вариант обзора и поставила ей «невероятно высокие» 6 баллов из 5.
Некоторые игровые журналисты акцентировали внимание на сюжете Crisis Core. 1UP.com назвал игру одним из лучших приквелов всех времён, утверждая, что она «лучше погружает игроков в мир FFVII, чем оригинальная игра». Рецензент Computer and Video Games отметил, что, хотя на прохождение основного сюжета требуется всего 12 часов, побочные квесты помогают увеличить продолжительность игры. Crisis Core была удостоена места в галерее рекомендуемых игр для PSP со стороны IGN и GameSpy. Многие рецензенты высоко оценили то, каким человечным Сефирот был показан в игре, а также его постепенно погружение в безумие. В своей рецензии на неё Eurogamer резюмировал: «Для 26-, 28-, 30-летних пользователей, на которых она рассчитана, игра не может предложить ничего, кроме ярко выраженной сентиментальности». Игру хвалили за CGI-ролики, дизайн персонажей и фоны, которые выделяли её среди других игр для PSP. Также критики оценили ремиксы Такехару Исимото на оригинальную музыку Final Fantasy VII. Как игровым журналистам, так и фанатам, понравилось то, как Рик Гомес озвучил Зака.

### Награды
Crisis Core получила несколько наград от различных изданий. GameSpot номинировал её на премию «лучшее за 2008 год» в категориях «лучшая история», «лучшая ролевая игра» и «лучшая игра для PSP» и присудил победу в последней из них. IGN поместил её на 6-е место среди «10 лучших игр для PSP всех времён». Четыре статьи IGN, посвящённых игре, вошли в топ «10 лучших историй PSP за 2008 год», а обзорная статья заняла 1-е место. В рейтинге IGN «лучшее за 2008 год» Crisis Core победила в категориях «лучшая ролевая игра для PSP» и «лучший сюжет для PSP» и была отмечена как одна из «лучших ролевых игра в истории». Videogamer.com поместил её на 15-е и 14-е места в своих статьях «лучшие игры 2008 года» и «10 лучших эксклюзивов для PlayStation 2008 года». GamePro назвал её одной из «5 игр, с которой должны ознакомиться пользователи PSP» и одной из «31 лучших игр для PSP» в 2009 году; также рецензент поместил её на 7-е место среди «лучших приквелов к компьютерным играм». В опросе Dengeki о «самых слезоточивых игр всех времён» Crisis Core заняла 3-е место. В 2011 году издание Famitsu провело аналогичный опрос, по результатам которого игра заняла 2-е место.

### Продажи
За первую неделю продаж было реализовано 350 тысяч экземпляров игры, включая 77 777 комплектов специальных наборов PSP/ Crisis Core. Crisis Core была самой продаваемой игрой во всём мире с апреля по сентябрь 2007 года; в Японии было продано 710 000 копий. К августу 2008 года продажи составили 790 705 копий, в результате чего Crisis Core стала 3-е среди самых продаваемых игр для PSP в Японии. В марте 2008 года, за первую неделю американского релиза, было продано 301 600 копий, из-за чего игра заняла 2-е место в чарте PSP после God of War: Chains of Olympus (340 500 копий); таким образом, Crisis Core стала самой продаваемой игрой для PSP в марте и заняла 6-е место среди самых продаваемых игр в целом. По состоянию на 31 марта 2009 года мировые продажи составили 2,1 млн, из которых 830 000 копий были проданы в Японии. В 2009 году Square Enix продала около 840 000 копий игры, в том числе 550 000 копий в Европе. Принимая во внимание её «невероятный успех», Square Enix назвала Crisis Core своей «лучшей игрой года для PSP». Директор по продажам Square Enix в Великобритании Дуг Боун рекламировал Crisis Core как «обязательную для ознакомления игру для PSP за 2008 год».

## Crisis Core: Final Fantasy VII Reunion

Обложка игры

В 2022 году, в честь 25-летия Final Fantasy VII на Nintendo Switch, PlayStation 4, PlayStation 5, Windows, Xbox One и Xbox Series X/S состоялся выход ремастера Crisis Core с подзаголовком Reunion. Square Enix разработала ремастер совместно с компанией Tose, с которой ранее сотрудничала при создании World of Final Fantasy. Графика Crisis Core была преобразована в формат HD, а внутриигровые были обновлены. Для игры был написан новый саундтрек и полностью перезаписаны диалоги персонажей. Изначально Square не планировала кардинально перерабатывать графику, однако затем разработчики приняли решение сделать Crisis Core: Final Fantasy VII Reunion похожей на Final Fantasy VII Remake. Несмотря на то, что сюжет игры не претерпел существенных изменений, Reunion стала частью масштабного проекта Remake, выступая приквелом по отношении к трилогии ремейка FFVII. В Reunion была добавлена обновлённая боевая система, которая представляет собой гибрид боевой системы из Crisis Core и «чего-то наподобие» боевой системы Remake. Несмотря на то, что некоторые элементы сюжета Remake присутствовали в Reunion, она прежде всего является ремастером Crisis Core. Также разработчики скорректировали внутриигровую камеру и полностью переработали кат-сцены с участием призывов. Ранее режим сложности был доступен только в западных версиях игры, однако представители Square Enix решили добавить его в японское издание.
Многие актёры английского дубляжа из Final Fantasy VII Remake переозвучили своих персонажей в этой игре, в частности: Калеб Пирс (Зак Фэйр), Тайлер Хеклин (Сефирот), Бриана Уайт (Айрис Гейнсборо), Коди Кристиан (Клауд Страйф), Вик Чао (Цзэн), и Бритт Барон (Тифа Локхарт); также в работе над озвучкой приняли участие: Билл Миллсэп (Энджил Хьюли), Шон Конде (Генезис Рапсодос), Кайли Миллс (Циссни), Фрэнсис Осли (Лазард), Джейсон Марноча (Холландер) и Брэндилин Чи (Юффи Кисараги). Релиз Crisis Core: Final Fantasy VII Reunion состоялся 13 декабря 2022 года.
Продюсер Ёсинори Китасе назвал Crisis Core промежуточным звеном между Remake и Final Fantasy VII Rebirth. Из-за того, что Crisis Core была эксклюзивной игрой для PlayStation Portable, Square Enix решили переделать её в Reunion, чтобы сделать доступной для обладателей консолей нового поколения. Руководитель разработки Reunion Тэцуя Номура назвал сюжет игры самодостаточным, так как в него можно погрузиться вне зависимости от прохождения от Remake. Сотрудники Square Enix задумались о создании Reunion во время разработки Remake. Они хотели раскрыть персонажа Зака, который впоследствии стал важной частью повествования в трилогии ремейка. Так как Remake изменил кульминацию Crisis Core, Китасэ посоветовал игрокам провести параллели между старой и новой историями.
При создании Reunion команда улучшила некоторую механику Crisis Core. По словам продюсера проекта Марико Сато, они приняли решение изменить игровой процесс, чтобы избежать заминок посреди боя, сохранив при этом базовые элементы системы Digital Mind Wave. Также в игре появилась возможность пропустить кат-сцены. Создатели Reunion изменили механику блока и скорректировали скорость магических атак. Сато выразила надежду, что игрокам понравится итоговый результат, так как у них наконец появилась возможность ознакомиться с игрой, ранее являвшейся эксклюзивом для PSP.

### Восприятие
| Сводный рейтинг       | Сводный рейтинг                                |
| Агрегатор             | Оценка                                         |
| --------------------- | ---------------------------------------------- |
| Metacritic            | NS: 77/100 PC: 83/100 PS5: 78/100 XSXS: 83/100 |
| Иноязычные издания    |                                                |
| Издание               | Оценка                                         |
| Eurogamer             | Рекомендовано                                  |
| Game Informer         | 7,5/10                                         |
| GameSpot              | 8/10                                           |
| GamesRadar+           | [ 88 ]                                         |
| IGN                   | 8/10                                           |
| PC Gamer (US)         | 86/100                                         |
| Push Square           | 7/10                                           |
| Shacknews             | 9/10                                           |
| VG247                 | [ 93 ]                                         |
| Digital Trends        | [ 94 ]                                         |
| PCMag                 | [ 95 ]                                         |
| Русскоязычные издания |                                                |
| Издание               | Оценка                                         |
| StopGame.ru           | «Похвально»                                    |

На Metacritic все версии Reunion получили положительные оценки. В Японии было продано более 150 000 копий игры. В Великобритании Reunion заняла 8-е место в игровых чартах. На следующей неделе игра заняла 30-е место в английских чартах.
Критики разделились во мнениях относительно сюжета игры: Eurogamer рассматривал арку персонажа Зака как ненужный фансервис с чрезмерно драматичным тоном, который не привносит ничего нового во вселенную Final Fantasy VII. С другой стороны, GameSpot и IGN отметили, что Зак и Сефирот являются более приятными и человечными персонажами нежели бывшие «СОЛДАТы» Энджил и Генезис; особенно высоко рецензенты оценили озвучку Сефирота от Тайлера Хэклина. Изначально рецензент GamesRadar считал Зака «глупым героем», но полюбил его ближе к финалу; в то же время он выделил Сефирота как более запоминающегося персонажа, но был недоволен уменьшением значимости Тифы и Айрис до простых камео, так как девушки были главными героинями в Final Fantasy VII. Критики хвалили улучшенную графику, но всё же сочли её недостаточно хорошей в сравнении с последними играми компании.
Многие рецензенты положительно отзывались об улучшенном игровом процессе ремастера, однако, по их мнению, он не дотягивал до планки, заданной в Remake: GamesRadar назвал его «фантастическим», а VG247 похвалил его в сравнении с оригинальной Crisis Core. GameSpot не обнаружил каких-либо различий между Reunion и игрой для PSP, но всё же похвалил игровой процесс, в частности систему DMW. Digital Trends также назвали DMW приятным дополнением, однако саму боевую систему сочли «одноразовой», а побочные миссии — «скучными». IGN разделил мнение относительно побочных миссий и отметил, что система DMW вызывает разногласия в игровом сообществе из-за своей непредсказуемости.
В 2023 году New York Game Awards номинировала Crisis Core Reunion как «лучший ремейк», однако игра проиграла The Stanley Parable: Ultra Deluxe. На Japan Game Awards 2023 игра вошла в число одиннадцати проектов, получивших премию «за выдающиеся достижения».